# Escoulis
Escoulis ist eine französische Gemeinde mit 77 Einwohnern (Stand 1. Januar 2022) im Département Haute-Garonne in der Region Okzitanien (zuvor Midi-Pyrénées). Die Einwohner werden als Escoulisiens bezeichnet.

## Nachbargemeinden
Umgeben wird Escoulis von den vier Nachbargemeinden: 
|          | Belbèze-en-Comminges                        |          |
| Cassagne | Kompassrose, die auf Nachbargemeinden zeigt | Cérizols |
|          | Betchat                                     |          |

## Geschichte
Von 1921 bis 1953 bildeten Belbèze-en-Comminges und Escoulis eine gemeinsame Gemeinde mit dem Namen Belbèze-Escoulis. 

## Bevölkerungsentwicklung
| Jahr                       | 1962 | 1968 | 1975 | 1982 | 1990 | 1999 | 2005 | 2010 | 2017 | 2019 |
| -------------------------- | ---- | ---- | ---- | ---- | ---- | ---- | ---- | ---- | ---- | ---- |
| Einwohner                  | 126  | 106  | 107  | 106  | 88   | 77   | 76   | 84   | 80   | 79   |
| Quellen: Cassini und INSEE |      |      |      |      |      |      |      |      |      |      |

## Sehenswürdigkeiten
- Kirche St-Jean-Baptiste, erbaut 1813